# Championnat de France de futsal 2010-2011
Navigation
2009-2010 2011-2012
Le Championnat de France de futsal 2010-2011 est la quatrième édition du Championnat de France de futsal.
Vingt-quatre équipes sont réparties en deux groupes dont les deux meilleurs sont qualifiés pour la phase finale. Les deux équipes invaincues, Sporting Paris et Paris Métropole Futsal, se retrouvent en finale. Finaliste les deux éditions précédents, le Sporting remporte son premier titre de champion de France.

## Clubs participants
Deux groupes de douze équipes sont formés.
| Club                    | Classement 2009-2010 | Dernière promotion | Groupe |
| ----------------------- | -------------------- | ------------------ | ------ |
| Sporting Paris          | finaliste            | 2008               | A      |
| Garges Djibson ASC      | 2e grp A             | 2007               | A      |
| Roubaix Futsal          | 3e grp A             | 2007               | A      |
| FC Erdre-Atlantique     | 4e grp A             | 2007               | A      |
| Vision Nova Arcueil     | 5e grp A             | 2008               | A      |
| ASL Clénay              | 5e grp B             | 2008               | A      |
| Colmar Collectif Europe | 6e grp A             | 2008               | A      |
| AJM Faches-Thumesnil    | 7e grp A             | 2008               | A      |
| MJC Pfastatt            | 9e grp A             | 2007               | A      |
| Béthune Futsal          | régional             | 2010               | A      |
| Parmain AS              | régional             | 2010               | A      |
| La Sauce carlésienne    | régional             | 2010               | A      |
| Kremlin-Bicêtre United  | champion             | 2007               | B      |
| Cannes Bocca            | 2e grp B             | 2008               | B      |
| Bruguières SC           | 3e grp B             | 2008               | B      |
| Lyon FC                 | 4e grp B             | 2007               | B      |
| Rhône Futsal Espoir     | 6e grp B             | 2007 (Lyon MàV)    | B      |
| FC Fellow Nice          | 7e grp B             | 2008               | B      |
| Paris Métropole         | 8e grp A             | 2007 (Issy futsal) | B      |
| AS Charréard            | 8e grp B             | 2007               | B      |
| Toulouse UJS 31         | 9e grp B             | 2008               | B      |
| Picasso Échirolles      | régional             | 2010               | B      |
| Toulouse FC             | régional             | 2010               | B      |
| Furiani FC              | régional             | 2010               | B      |

## Format
Les deux premiers de chaque poule s'affrontent demi-finale croisées (1er contre 2e de l'autre groupe). Les vainqueurs participent à la finale pour déterminer le champion de France qualifié en Coupe de futsal de l'UEFA 2011-2012.
Les trois derniers de chaque poule sont relégués en championnat régional.

## Phase régulière

### Poule A
Le Sporting Paris remporte largement le groupe A, avec vingt points d'avance sur le Béthune Futsal, second club qualifié pour la phase finale,. Le club de La Sauce carlésienne déclare forfait général, les résultats de ses matchs ne sont pas pris en compte.
| Rang | Équipe                  | Pts | J  | G  | N | P  | Bp  | Bc  | Diff |
| ---- | ----------------------- | --- | -- | -- | - | -- | --- | --- | ---- |
| 1    | Sporting Paris C        | 78  | 20 | 19 | 1 | 0  | 194 | 81  | +113 |
| 2    | Béthune Futsal P        | 58  | 20 | 12 | 3 | 5  | 97  | 67  | +30  |
| 3    | AJM Faches-Thumesnil    | 49  | 20 | 10 | 0 | 10 | 82  | 88  | -6   |
| 4    | FC Erdre-Atlantique     | 48  | 20 | 8  | 4 | 8  | 72  | 66  | +6   |
| 5    | MJC Pfastatt            | 46  | 20 | 8  | 2 | 10 | 60  | 70  | -10  |
| 6    | Colmar Collectif Europe | 45  | 20 | 8  | 1 | 11 | 86  | 140 | -54  |
| 7    | Roubaix Futsal          | 44  | 20 | 7  | 3 | 10 | 59  | 70  | -11  |
| 8    | Garges Djibson ASC      | 44  | 20 | 6  | 6 | 8  | 76  | 79  | -3   |
| 9    | ASL Clénay              | 44  | 20 | 7  | 3 | 10 | 77  | 107 | -30  |
| 10   | Vision Nova Arcueil     | 41  | 20 | 6  | 3 | 11 | 95  | 86  | +9   |
| 11   | Parmain AS P F          | 33  | 20 | 4  | 3 | 12 | 68  | 112 | -44  |
| 12   | La Sauce carlésienne P  | 0   | 0  | 0  | 0 | 0  | 0   | 0   | 0    |

Promotions et relégations
- Qualification pour la phase finale
- Relégation en ligue régionale
- Forfait général

Points
- G : 4 points
- N : 2 points
- P : 1 point
- Forfait : 0 point

### Poule B
Le Paris Métropole remporte le groupe B en restant invaincu, devant le Cannes Bocca. Les deux clubs sont qualifiés pour la phase finale,.
| Rang | Équipe                          | Pts | J  | G  | N | P  | Bp  | Bc  | Diff |
| ---- | ------------------------------- | --- | -- | -- | - | -- | --- | --- | ---- |
| 1    | Paris Métropole                 | 86  | 22 | 21 | 1 | 0  | 162 | 54  | +108 |
| 2    | Cannes Bocca                    | 74  | 22 | 17 | 2 | 3  | 155 | 78  | +77  |
| 3    | Bruguières SC                   | 67  | 22 | 15 | 0 | 7  | 117 | 62  | +55  |
| 4    | Kremlin-Bicêtre United T -2 pts | 61  | 22 | 14 | 0 | 8  | 159 | 111 | +48  |
| 5    | Lyon FC                         | 61  | 22 | 13 | 1 | 8  | 124 | 97  | +27  |
| 6    | Rhône Futsal Espoir             | 59  | 22 | 12 | 1 | 9  | 125 | 113 | +12  |
| 7    | Picasso Échirolles P            | 47  | 22 | 8  | 1 | 13 | 94  | 116 | -22  |
| 8    | Toulouse UJS 31                 | 46  | 22 | 6  | 6 | 10 | 104 | 120 | -16  |
| 9    | AS Charréard -2 pts             | 46  | 22 | 8  | 2 | 12 | 120 | 126 | -6   |
| 10   | Toulouse FC P                   | 44  | 22 | 7  | 1 | 14 | 81  | 107 | -26  |
| 11   | FC Fellow Nice                  | 32  | 22 | 3  | 1 | 18 | 88  | 240 | -152 |
| 12   | Furiani FC P                    | 22  | 22 | 0  | 0 | 22 | 67  | 172 | -105 |

Promotions et relégations
- Qualification pour la phase finale
- Relégation en ligue régionale

Points
- G : 4 points
- N : 2 points
- P : 1 point

## Phase finale

### Tableau
Les premiers rencontrent les seconds de l'autre poule. Invaincus en phase régulière, le Sporting Paris et Paris Métropole se retrouvent une semaine après s'être affronté en finale de Coupe de France (2-1 pour le SC Paris). Le Sporting joue sa troisième finale consécutive en Championnat et l'emporte pour la première fois.
|  | Demi-finales    | Demi-finales    |                |      | Finale      | Finale      |
|  | Demi-finales    | Demi-finales    |                |      | Finale      | Finale      |
|  |                 |                 |                |      |             |             |
|  | 14 mai 2011     | 14 mai 2011     |                |      | 21 mai 2011 | 21 mai 2011 |
|  | 14 mai 2011     | 14 mai 2011     |                |      | 21 mai 2011 | 21 mai 2011 |
|  | Sporting Paris  | 7               |                |      | 21 mai 2011 | 21 mai 2011 |
|  | Sporting Paris  | 7               |                |      | 21 mai 2011 | 21 mai 2011 |
|  | Cannes Bocca    | 5               |                |      | 21 mai 2011 | 21 mai 2011 |
|  | Cannes Bocca    | 5               | Sporting Paris | 9 ap |             |             |
|  | 14 mai 2011     |                 | Sporting Paris | 9 ap |             |             |
|  |                 | Paris Métropole | 8              |      |             |             |
|  | Paris Métropole | Paris Métropole | 8              | 4    |             |             |
|  | Paris Métropole |                 |                | 4    |             |             |
|  | Béthune Futsal  | 0               |                |      |             |             |
|  | Béthune Futsal  | 0               |                |      |             |             |

### Finale
Le Paris Métropole Futsal domine l'entame de match mais encaisse deux buts en contre-attaque à la cinquième minute (2-0). Deux nouveaux buts rapprochés puis le rythme, effréné jusque-là, ralenti (8', 3-1). Les équipes se rendent coup pour coup et le PMF réduit l'écart avant la mi-temps (3-2). Le Sporting Paris marque dès la reprise (4-2). Chaque fois le PMF réduit la marque puis le SCP reprend deux unités d'avance (4-3, 5-3 puis 5-4). À moins de dix minutes de la fin du temps réglementaire, le Métropole égalise pour la première fois du match et profite de la sixième faute adverse pour prendre les devants sur coup franc (35', 5-6). Le Sporting égalise à une minute du terme (6-6).
Le Métropole reprend la mène au milieu de la première période de prolongation, juste avant que le SC Paris rate un jet franc à la suite de la sixième faute du PMF (6-7). Le Sporting égalise dans le jeu mais Serpa marque son quatrième but sur jet franc immédiatement après (7-8). Diniz égalise sur la mène sentence avant que Betinho inscrive aussi un quadruplé à cinq secondes du terme (9-8).
| Titulaires :   |                           |  |
|                |                           |  |
| 1              | François-Xavier Deswijsen |  |
| 4              | Lucas Diniz               |  |
| 9              | Ricardo Falasque 31e      |  |
| 10             | Luiz Soares               |  |
| 11             | Betinho                   |  |
|                |                           |  |
| Remplaçants :  |                           |  |
| 12             | Yves Pichard              |  |
| 2              | Aurélien Hamaza           |  |
| 5              | Jonathan Chaulet          |  |
| 6              | Julien Sakrani            |  |
| 7              | Glauber Dos Santos        |  |
| 8              | Hamza Khireddine          |  |
|                |                           |  |
| Entraîneur :   |                           |  |
| Rodolphe Lopes |                           |  |

| Titulaires :  |                         |  |
|               |                         |  |
| 1             | Giuseppe Mastellari 31e |  |
| 5             | Bruno Barboza           |  |
| 7             | Vini Menezes            |  |
| 10            | Dédé                    |  |
| 11            | Marcelo Serpa           |  |
|               |                         |  |
| Remplaçants : |                         |  |
| 12            | Penga                   |  |
| 2             | Jean-Charles Tobarane   |  |
| 3             | Azdine Aigoun           |  |
| 4             | Peru                    |  |
| 6             | David Le Boette         |  |
| 8             | Pedro Baiza             |  |
| 9             | Kell                    |  |
|               |                         |  |
| Entraîneur :  |                         |  |
| Marcelo Serpa |                         |  |

| Titulaires :   |                           |  |
|                |                           |  |
| 1              | François-Xavier Deswijsen |  |
| 4              | Lucas Diniz               |  |
| 9              | Ricardo Falasque 31e      |  |
| 10             | Luiz Soares               |  |
| 11             | Betinho                   |  |
|                |                           |  |
| Remplaçants :  |                           |  |
| 12             | Yves Pichard              |  |
| 2              | Aurélien Hamaza           |  |
| 5              | Jonathan Chaulet          |  |
| 6              | Julien Sakrani            |  |
| 7              | Glauber Dos Santos        |  |
| 8              | Hamza Khireddine          |  |
|                |                           |  |
| Entraîneur :   |                           |  |
| Rodolphe Lopes |                           |  |

| Titulaires :  |                         |  |
|               |                         |  |
| 1             | Giuseppe Mastellari 31e |  |
| 5             | Bruno Barboza           |  |
| 7             | Vini Menezes            |  |
| 10            | Dédé                    |  |
| 11            | Marcelo Serpa           |  |
|               |                         |  |
| Remplaçants : |                         |  |
| 12            | Penga                   |  |
| 2             | Jean-Charles Tobarane   |  |
| 3             | Azdine Aigoun           |  |
| 4             | Peru                    |  |
| 6             | David Le Boette         |  |
| 8             | Pedro Baiza             |  |
| 9             | Kell                    |  |
|               |                         |  |
| Entraîneur :  |                         |  |
| Marcelo Serpa |                         |  |